# Henneburg (Deutschfeistritz)
Die Henneburg (alternativ auch Burg Henneberg oder Burg Himberg) liegt in Prenning in der Gemeinde Deutschfeistritz in der Steiermark. Ihre Geschichte geht bis in die Mitte des 12. Jahrhunderts zurück.

## Lage
Die Ruine der Spornburg liegt westlich von Deutschfeistritz in der Katastralgemeinde Prenning. Sie steht auf einem Bergrücken, der in östlicher Richtung vom Himberg zum Feistergraben abzweigt. Diese felsige Kuppe fällt nach Norden, Osten und Süden hin steil ab. Der Zugang zur Burg erfolgt aus westlicher Richtung über einen Felsgrat.

## Geschichte
Die Burg wurde wahrscheinlich um die Mitte des 12. Jahrhunderts von Konrad von Feistritz erbaut. Die erste urkundliche Erwähnung stammt aus dem Jahr 1147. Um 1319 wurde sie bereits wieder verlassen. Sie wurde im 19. Jahrhundert wieder lokalisiert, geriet aber wieder in Vergessenheit. In der Mitte des 20. Jahrhunderts wurde sie wiederentdeckt und gegen Ende dieses Jahrhunderts auch erstmals vermessen und untersucht.

## Beschreibung
Da die Burg schon recht früh verlassen wurde, hat sich ihr hochmittelalterlicher Charakter erhalten. Sie ist ein seltenes Beispiel einer kleinen, baulich unveränderten, romanischen Burg. Die Anlage wurde im Westen von einem in Nord-Süd-Richtung verlaufenden Halsgraben geschützt. Der Halsgraben macht im nördlichen Teil der Burg einen Knick nach Osten, an dem Burghügel entlang, und wurde von dort ab von einem Wall begleitet. Ursprünglich verlief eine polygonale Ringmauer von rund 1,5 Metern Stärke entlang des Geländeabbruchs. An der Südseite ist davon ein etwa 15 Meter langer und bis zu 6 Meter hoher Teil erhalten, auch der anschließende kurze Abschnitt an der Südostseite ist vergleichsweise gut erhalten. Im folgenden, nach Nordosten ausgerichteten Abschnitt besteht die Mauer hingegen nur mehr abschnittsweise bzw. in wenigen Steinlagen. Die Ringmauer wurde um 1200 aus relativ regelmäßigem Quadermauerwerk aus behauenem Kalkstein mit einem Mauerkern aus fischgrätartig versetzten Steinen (Opus spicatum) errichtet.
Das unregelmäßig viereckige Turmhaus mit abgeschrägten Ecken aus behauenen Steinquadern befand sich in der nordwestlichen Ecke des Burghofes. Heute weisen nur mehr einige Mauerreste an der Westseite und den Ecken sowie Geländeerhebungen auf das Bauwerk hin. Im Burghof befand sich vermutlich ein heute nicht mehr erhaltenes Wohngebäude.

Ansichten
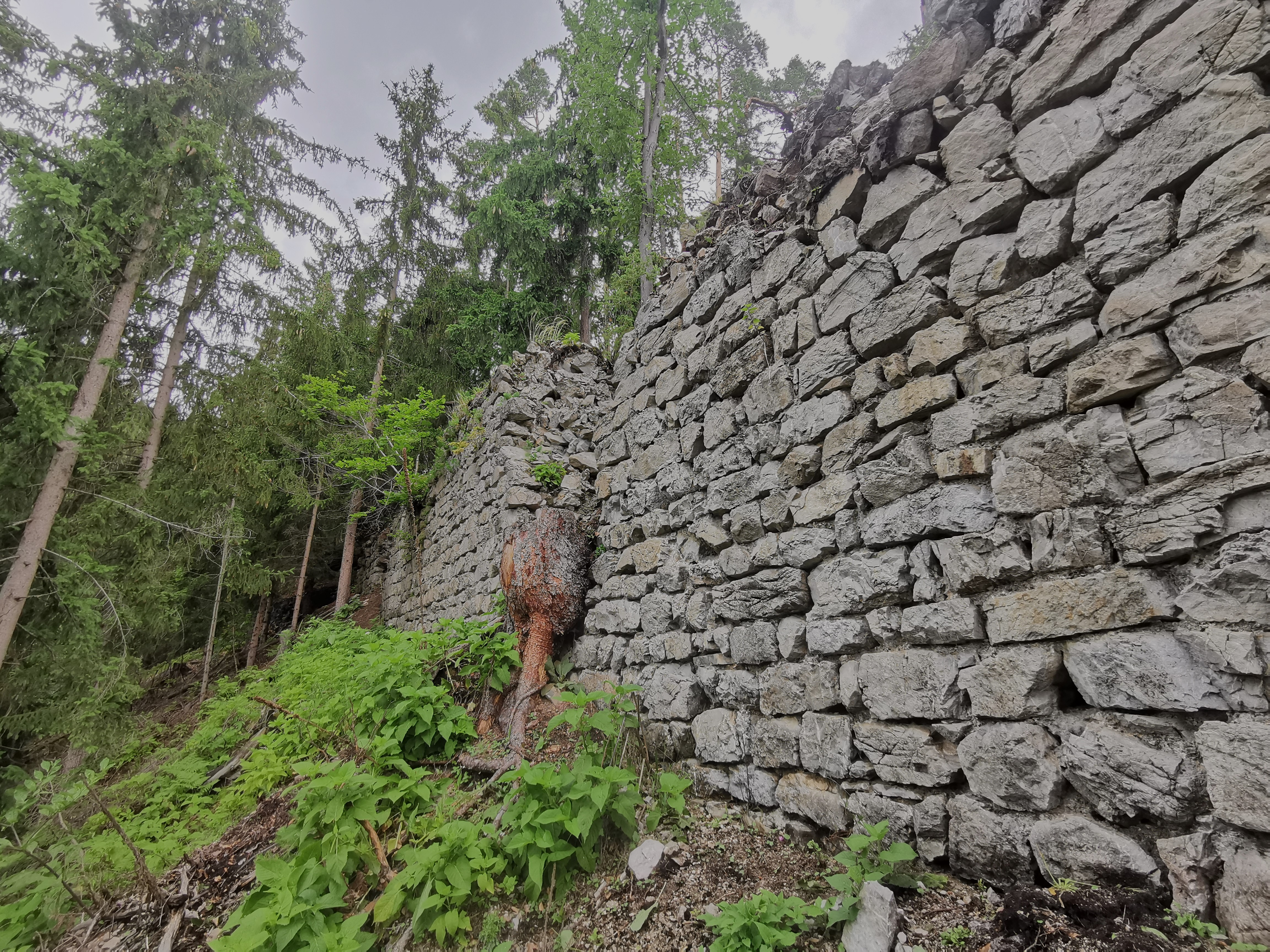
Blick entlang der Südseite der Ringmauer
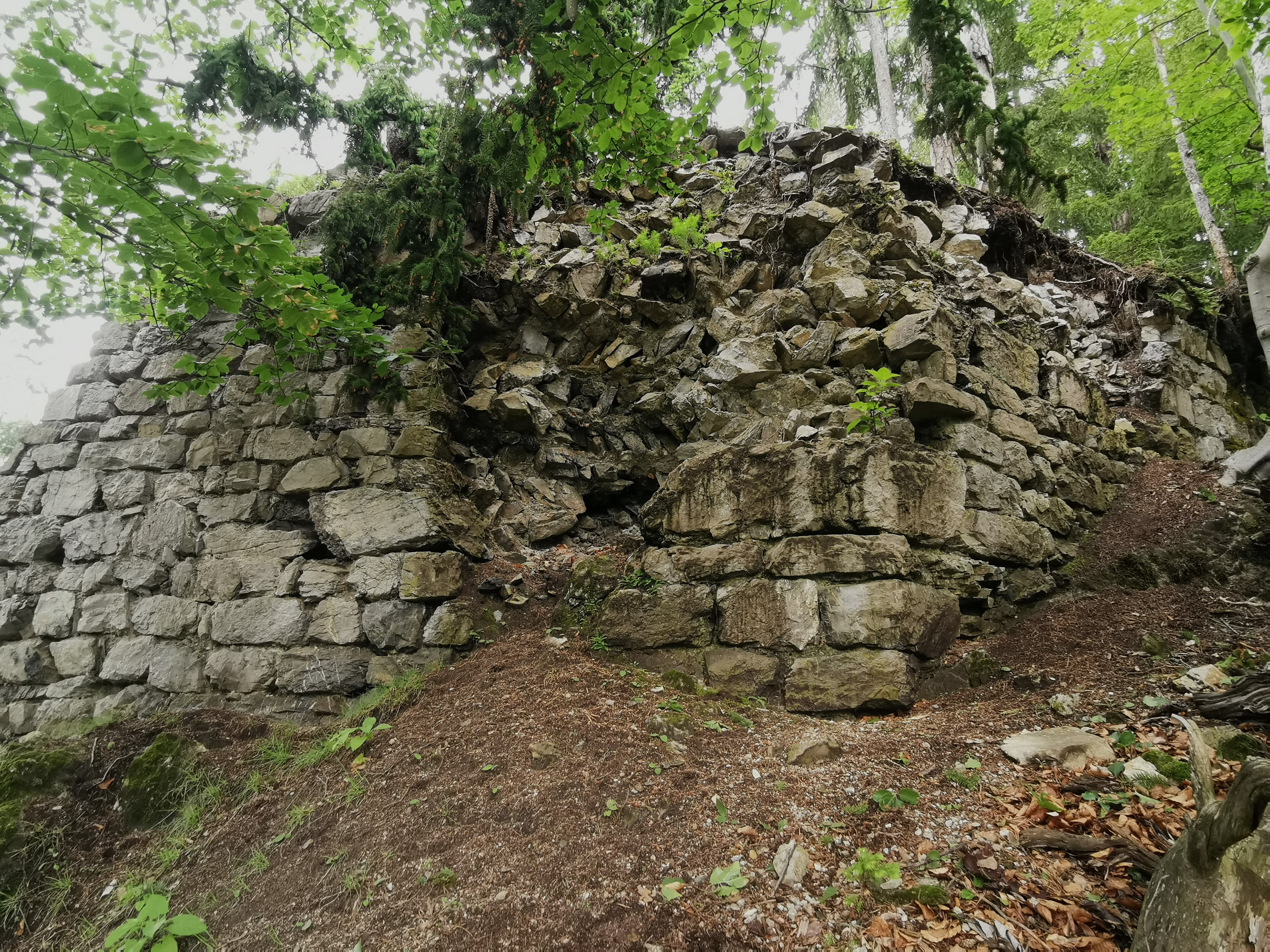
Südostseite der Ringmauer mit im Ausbruch erkennbarem Opus Spicatum
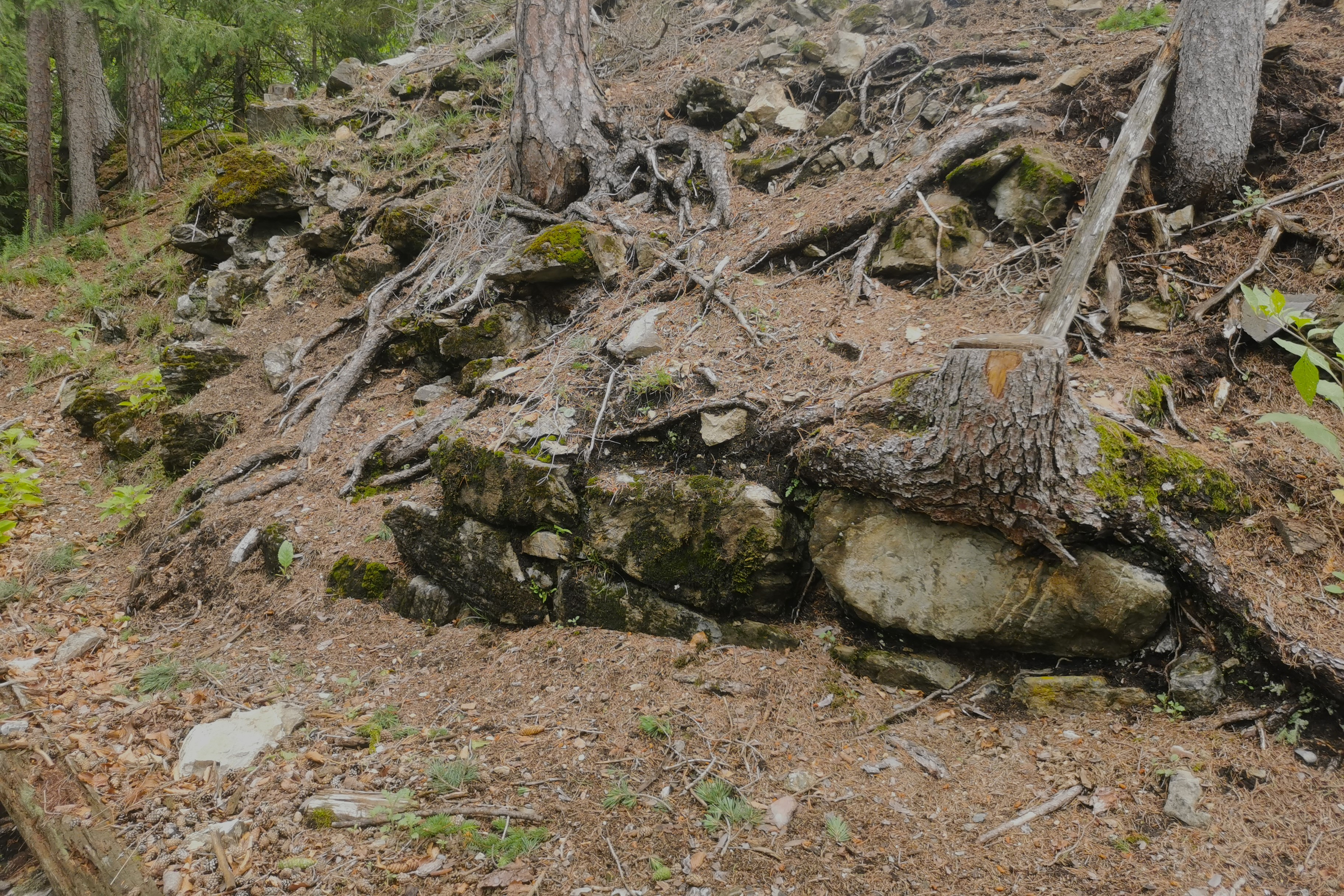
Südwestecke des Turmhauses
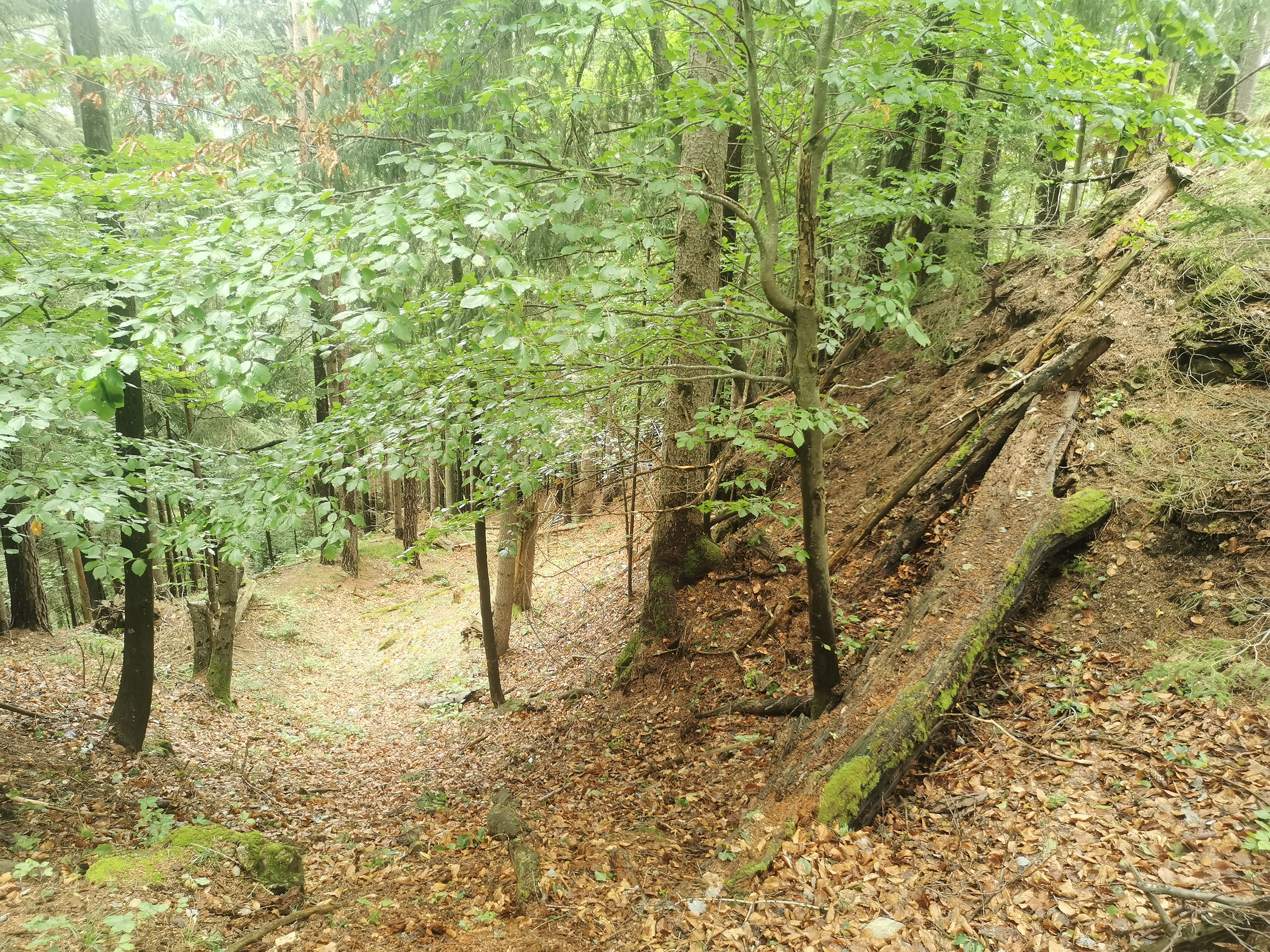
Blick vom westlichen Fuß des Burghügels in den nach Osten abknickenden Halsgraben